# Franco Varaldo

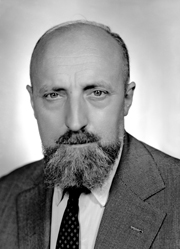
Franco Varaldo (1948)

Franco Varaldo (* 10. Dezember 1906 in Savona, Provinz Savona; † 30. November 1991 ebenda) war ein italienischer Arzt und Politiker der Christdemokratischen Partei DC (Democrazia Cristiana), der zwischen 1948 und 1976 Mitglied des Senats (Senato della Repubblica) war.

## Leben
Franco Varaldo absolvierte nach dem Schulbesuch ein Studium der Medizin, das er mit einem Laurea in medicina e chirurgia beendete, und war daraufhin als Chirurg tätig. Seine politische Laufbahn begann er in der Kommunalpolitik als Mitglied des Stadtrates (Consigliere comunale) seiner Geburtsstadt Savona. Er engagierte sich als Präsident und Mitglied des Komitees des Ordens der Ärzte der PrivinzSavona sowie als Mitglied der Aufsichtskommission für Waisenhäuser, Aufnahmehäuser und Einrichtungen zur Unterstützung von Unehelichen gemäß dem Gesetz Nr. 826 vom 6. August 1942.
Bei den Wahlen vom 18. April 1948 wurde Varaldo für die Christdemokratischen Partei DC (Democrazia Cristiana) für die Region Ligurien erstmals zum Mitglied des Senats (Senato della Repubblica) gewählt. In der ersten Legislaturperiode (1948 bis 1953) war er bei der konstituierenden Sitzung am 8. Mai 1948 provisorischer Sekretär des Präsidiums des Senats und daraufhin zwischen dem 17. Juni 1948 und dem 28. Juli 1950 Sekretär der Ständigen Kommission für Hygiene und Gesundheit (11ª Commissione permanente (Igiene e sanita’)) sowie anschließend vom 29. Juli 1950 bis zum 14. März 1952 erst Mitglied der Ständigen Kommission für Verteidigung (4ª Commissione permanente (Difesa)), ehe er zwischen dem 15. März 1952 und dem 24. Juni 1953 Mitglied der Ständigen Kommission für Finanzen und Schatz (5ª Commissione permanente (Finanze e tesoro)) war.
Varaldo wurde bei den Wahlen vom 7. Juni 1953 für Ligurien wieder zum Mitglied des Senats gewählt und fungierte im Kabinett De Gasperi VIII (19. Juli bis 16. August 1953) sowie im darauf folgenden Kabinett Pella (17. August 1953 bis 17. Januar 1954) als stellvertretender Hochkommissar für Hygiene und öffentliche Gesundheit (Alto Commissario aggiunto per l'igiene e la sanità pubblica) und damit Stellvertreter von Tiziano Tessitori, der das Amt des Hochkommissars für Hygiene und öffentliche Gesundheit vom 16. Juli 1953 bis zum 20. Mai 1957 innehatte. In der zweiten Legislaturperiode (1953 bis 1958) war er ferner vom 21. Juli 1953 bis zum 11. Juni 1958 Mitglied der Ständigen Kommission für Arbeit, Auswanderung und soziale Sicherheit (10ª Commissione permanente (Lavoro, emigrazione e previdenza sociale)) sowie zwischen dem 11. November 1955 und dem 11. Juni 1958 Vizepräsident der DC-Fraktion im Senat.
Bei den Wahlen am 25. Mai 1958 wurde er in der Region Ligurien abermals zum Mitglied des Senats gewählt. In der dritten Legislaturperiode (1958 bis 1963) fungierte er vom 12. Juni 1958 bis zum 15. Mai 1963 als Quästor (Questore del Senato) und war zugleich zwischen dem 9. Juli 1958 und dem 15. Mai 1963 weiterhin Mitglied der Ständigen Kommission für Arbeit, Auswanderung und soziale Sicherheit. Außerdem war er vom 14. Februar bis zum 15. Mai 1963 Mitglied des Parlamentarischen Untersuchungsausschusses zum Phänomen „Mafia“ (Commissione parlamentare d'inchiesta sul fenomeno della „Mafia“).
Franco Varaldo wurde bei den Wahlen am 28. April 1963 erneut zum Senator gewählt und war in der vierten Legislaturperiode (1963 bis 1968) zwischen dem 3. Juli 1963 und dem 4. Juni 1968 wiederum Mitglied der Ständigen Kommission für Arbeit, Auswanderung und soziale Sicherheit sowie zudem auch weiterhin Mitglied des Parlamentarischen Untersuchungsausschusses zum Phänomen „Mafia“. Außerdem war er zu dieser Zeit vom 4. Februar 1964 bis zum 30. Juni 1965 Berater für die obligatorische Pflichtversicherung, vom 29. September 1965 bis zum 4. Juni 1968 Berater für die Rentenreform sowie des Weiteren zwischen dem 20. September 1966 und dem 31. Mai 1967 Mitglied der Untersuchungskommission zur Tätigkeit und Arbeitsweise des Nationalen Instituts für Soziale Sicherheit (Commissione d’inchiesta sull’attività e sul funzionamento dell’Istituto nazionale della previdenza sociale). Außerdem engagierte er sich als Vorstandsmitglied der Krankenpflegeschule der Institute des Krankenhauses S. Corona von Pietra Ligure.
Bei den Wahlen am 19. und 20. Mai 1968 wurde er für die Region Ligurien wieder zum Mitglied des Senats gewählt. In der fünften Legislaturperiode (1968 bis 1972) war er zwischen dem 5. Juni 1968 und dem 24. Mai 1972 Mitglied des Rates für Geschäftsordnung (Giunta per il regolamento). Ferner war er vom 5. Juli 1968 bis zum 24. Mai 1972 weiterhin Mitglied der Ständigen Kommission für Arbeit, Auswanderung und soziale Sicherheit sowie zwischen dem 26. Juli 1968 und dem 24. Mai 1972 auch noch Berater für die Rentenreform. Schließlich gehörte er vom 4. Oktober 1968 bis zum 24. Mai 1972 abermals dem Parlamentarischen Untersuchungsausschusses zum Phänomen „Mafia“ als Mitglied an.
Zuletzt wurde Franco Varaldo bei den Wahlen am 7. Mai 1972 noch einmal zum Mitglied des Senats gewählt und gehörte diesem bis zum 4. Juni 1976 an. In dieser sechsten Legislaturperiode (1972 bis 1976) war er zwischen dem 4. Juli 1972 und dem 4. Juli 1976 weiterhin Mitglied des Rates für Geschäftsordnung und der nunmehrigen Ständigen Kommission für Arbeit und soziale Sicherheit (11ª Commissione permanente (Lavoro, previdenza sociale)) sowie außerdem erneut vom 28. Juli 1972 bis zum 23. Januar 1972 Mitglied des Parlamentarischen Untersuchungsausschusses zum Phänomen „Mafia“.